# Марин Држич
Марин Држич (хорв. Marko Marulić, МФА: [mâriːn dř̩ːʒitɕ]; 1508, Дубровник, тепер Хорватія — 2 травня 1567, Венеція, тепер Італія) — хорватський поет і драматург, вважається найкращим представником літератури Хорватського Ренесансу.

## Життєпис
Народився у великій і забезпеченій родині (мав 6 сестер і 5 братів) в місті Рагуза (сучасний Дубровник). Држич вчився на священика і здобув сан. Був висвячений в 1526 році і направлений в 1538 році до Сієни (Тоскана) з метою вивчення канонічного права, де його результати навчання були посередніми. Завдяки його дружелюбству і надзвичайно позитивній вдачі, йому вдалося підкорити серця своїх однокурсників і професорів, і врешті його обрали на посаду ректора університету. Втративши інтерес до навчання, Марин Држич повернулася в Рагузьку республіку в 1543 році.
На батьківщині він заприятелював з австрійським авантюристом Кристофом Роґендорфом (Christoph Rogendorf), який склав йому протекцію для потрапляння до двору у Відні. Після короткого перебування там, Држич повернувся в рідне місто. Серед життєвих перепитій Марина Држича — зв'язок з групою дубровницьких злочинців, подорож до Константинополя і коротка поїздка до Венеції. Після кар'єри музиканта і перекладача, нотаріуса і церковного музики, він навіть був змовником. Переконанвшись, що Рагузою управляло невелике коло елітарної аристократії, схильне до тиранії, він намагався переконати у п'яти листах (чотири з яких збереглися) могутню родину Медічі у Флоренції допомогти йому скинути уряд у його рідному місті, але вони не відповіли. Марін Држич раптово помер у Венеції в 1567 році. Він був похований у венеціанській церкві св.св. Іоанна і Павла.

## Твори
Літературний доробок Држича охоплює багато жанрів: ліричну поезію, пасторалі, політичні листи і брошури, а також комедії. Рання інтимна лірика Држича написана в дусі сонетів Франческо Петрарки. Хоча його пасторалі (Grizula, Tirena та Venera i Adonis), як і свого часу, високо цінуються як майстерні взірці жанру, а пасторалі, що мають художню форму, практично зникли зі сцени.
Однак, комедії Држича є одними з найкращих у літературі європейського Ренесансу. Як і в інших авторів комедій, таких як Лопе де Вега чи Мольєр, комедії Држича сповнені життєдайної сили, жаги до життя і почуттів, уславлюють кохання, особисту свободу і щирість, глузують з жадібності, егоїзму та тиранії, як у сім'ї, так і в державі. Він вивів у своїх творах цілу низку персонажів, серед яких мешканці Дубровника та Венеційської Далмації, а також італійці, німці, жиди тощо. Разом з тим у комедіях відтворенл елементи реальної мовної ситуації на Адріатиці.
Драматичні твори:
- Pomet (втрачена комедія), 1548;
- Tirena (пасторальна віршована драма), 1549;
- Novela od Stanca (карнавальні ігри), 1550;
- Venere i Adon або Pripovijes kako se Venere božica užeže u ljubav lijepoga Adona u komediju stavljena (рустикально-міфологічна віршована драма), 1551;
- Dundo Maroje (комедія у прозі), 1551;
- Džuho Kerpeta (пасторально-рустикальна драма у прозі або комедія, що збереглася у невеликому фрагменті), 1554 (?);
- Skup (комедія у прозі), 1555 (?);
- Grižula або Plakir (рустикально-міфологічна драма у віршах і прозі), 1556;
- Tripče de Utolče (комедія у прозі), (?);
- Arkulin (комедія у прозі), (?);
- Pjerin (комедія, збергіся фрагмент), (?);
- Hekuba (трагедія, адаптація Евріпідової трагедії), 1559.

Поезія:
- Pjesni
- U smrt od Fjore Martinove Šumičić
- Epithaphio

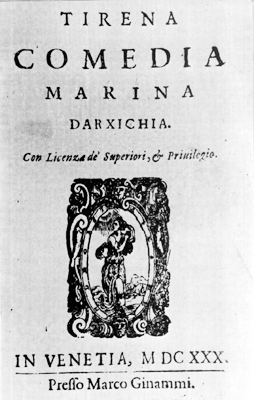
Обкладинка 3-го видання книги М. Држича Pjesni, озаглавленої Tirena comedia Marina Darxichia, Венеція, 1630, що містить петраркістські поезії та п'єси.

- Svitlom i vridnomu vlastelinu Sabu Nikulinovu Marin Držić
- Tužba Ljubmira od komedije Tirene
- Prolog drugi komedije prikazane u Držić na piru

Небелетристичні дописи:
- Predstavka senatu Sijenske Republike
- Jedan rektorski dopis iz Siene
- Izjava u parnici braće Primovića
- Politička pisma

## Пам'ять
З моменту здобуття незалежності Хорватії існує театральна нагорода — премія Марина Држича. Парламент Хорватії також проголосив 2008 рік роком Марина Држича з нагоди 500-річного ювілею від дня народження драматурга. У Загребі на честь Марина Држича названо проспект.
Існує український переклад комедії «Дундо Марое» (перекладач Л. Ткаченко, «Всесвіт» № 7 за 1965 рік).

## Виноски
1. ↑  Bibliothèque nationale de France BNF: платформа відкритих даних — 2011.
2. ↑  CONOR.Sl
3. ↑  Year of Marin Držić. Архів оригіналу за 10 січня 2008. Процитовано 1 липня 2011.
4. ↑  Držić's Year. Архів оригіналу за 20 травня 2008. Процитовано 1 липня 2011.
5. ↑  Гримич В. Г. Држич Марин // Українська літературна енциклопедія : В 5 т. / редкол.: І. О. Дзеверін (відповід. ред.) та ін. — К. : Голов. ред. УРЕ ім. М. П. Бажана, 1990. — Т. 2 : Д—К. . — С. 110